# Minoria sexual
Minoria sexual és un terme que es refereix al grup social amb una identitat de gènere, orientació sexual o pràctiques sexuals consentides diferents dels de la majoria de la societat en la qual viuen. És un terme que en sociologia s'utilitza per referir-se al conjunt de la diversitat sexual i de gènere, englobat habitualment sota les sigles LGBTI.
És un concepte anàleg al de minoria ètnica. Les minories sexuals també poden manifestar comportaments i pràctiques que en conjunt conformen una subcultura. En certs llocs i moments històrics, les minories sexuals han arribat fins i tot a desenvolupar un llenguatge propi amb el qual identificar-se sense ser reconeguts per la resta de la societat.
En molts llocs les minories sexuals s'enfronten al rebuig social i a riscos de salut associats que van més enllà de les seves pràctiques sexuals, com a majors taxes de depressió o de suïcidi.